# Bánka
Bánka (szlovákul: Banka) község Szlovákiában, a Nagyszombati kerületben, a Pöstyéni járásban.

## Fekvése
Pöstyéntől 1 km-re keletre, a Vág bal partján található.

## Története
A község határában fellelt legrégibb, még a paleolitikumból származó régészeti leletek ideiglenes kőkorszakbeli szálláshelyre utalnak. Területe a bronzkorban, a római korban és a Nagymorva Birodalom idején is lakott volt.
Az egykor itt állott 11. századi Bán-vár várispánságának székhelye volt, a várnak ma csak romjai láthatók. A mai falut 1241-ben említik először. Királyi birtok, majd különböző nemesek tulajdona. 1599-ben feldúlta a török. Lakói mezőgazdaságból, mészégetésből éltek.
Vályi András szerint "BANKA. Tót falu Nyitra Vármegyében, birtokos Ura Gróf Erdödy Uraság, lakosai katolikusok, fekszik Divéknek szomszédságában, mellynek filiája, Bajmótztól egy mértföldnyire. Határbéli földgye második Osztálybéli, szőlő hegye középszerű, piatzozása Csejtán, és Újhelyben, malma helyben, második Osztálybéli." 
Fényes Elek szerint "Bánka, tóth falu, Nyitra vgyében,, a pöstyéni fördővel általellenben egy halmon: 480 kath., 7 zsidó lak. – Földe nem igen termékeny; erdeje, gyümölcse elég; hegyeiben krétát éget. F. u. gr. Erdődyné s más nemesek. Ut. p. Galgócz."
A trianoni békeszerződésig Nyitra vármegye Pöstyéni járásához tartozott.

## Népessége
| Év:            | 1994. | 2004. | 2014.   | 2024.   |
| -------------- | ----- | ----- | ------- | ------- |
| Emberek száma: | 0     | 2173  | 2123    | 2149    |
| Eltérés:       |       | –     | -2,30 % | +1,22 % |

| Év:            | 2023. | 2024.   |
| -------------- | ----- | ------- |
| Emberek száma: | 2159  | 2149    |
| Eltérés:       |       | -0,46 % |

1910-ben 781 lakosából 694 szlovák, 23-23 magyar és német, 1 horvát és 40 egyéb anyanyelvű volt. Ebből 760 római katolikus, 16 izraelita és 5 evangélikus vallású volt.
2001-ben 2087 lakosából 2028 szlovák és 13 magyar volt.
2011-ben 2131 lakosából 1928 szlovák, 17 cseh, 10 magyar, 17 egyéb és 149 ismeretlen nemzetiségű volt.

## Nevezetességei
- A falu képét a 13. században épített Szent Márton templom uralja. 1600-ban reneszánsz stílusban építették át, a 17. században megerősítették.
- A településen termálfürdő, kemping, rekreációs park, szálloda található.